# The Pineapple Thief
The Pineapple Thief ist eine britische Alternative- und Progressive-Rock-Band.

## Geschichte
Der britische (in Deutschland geborene) Musiker Bruce Soord war seit den 1980er Jahren in verschiedenen Bands aktiv. Als Mitglied von Vulgar Unicorn gründete er 1999 (als vermeintliches Nebenprojekt) in Yeovil, Somerset eine eigene Band, um seine Vorstellungen verwirklichen zu können: Pineapple Thief. Nach dem ersten, fast im Alleingang eingespielten und bei Cyclops Records veröffentlichten Album Abducting the Unicorn verzögerten sich die Arbeiten am Nachfolger um zwei Jahre, weil verschiedene Plattenfirmen Interesse an dem Projekt zeigten. Das 2004 eingespielte Album 12 Stories Down gefiel Bruce Soord nach der Fertigstellung nicht, und er veränderte es nicht nur im Mixing erheblich, sondern ließ auch Tracks weg und spielte einige Stellen neu ein. Nachdem das Album unter dem Titel 10 Stories Down 2005 herauskam, verließ der Keyboarder Matt O’Leary die Band und wurde durch Steve Kitch ersetzt. Seitdem heißt die Band The Pineapple Thief. Wayne Higgins verließ die Band im März 2008. Während des langsam wachsenden Erfolges wechselte die Band zur Plattenfirma Kscope und damit zu den Labelkollegen Gazpacho, Anathema und Steven Wilson. 2009 traten The Pineapple Thief als Vorgruppe von Riverside auf deren Großbritannien-Tournee auf.
Für die grafische Gestaltung ihres 2010 veröffentlichten achten Studioalbums Someone Here Is Missing konnte der legendäre Designer Storm Thorgerson gewonnen werden.
2011 begann Kscope, die längst vergriffenen frühen Aufnahmen der Band in remasterten und teilweise auch remixten Fassungen neu herauszubringen. Man begann mit 10 Stories Down, die zusammen mit der Bonus-EP 8 Days Later erschien. Der neuen Fassung des Albums Variations on a Dream legte man die komplette EP 8 Days in ebenfalls remasterter Fassung bei. 2017 erschien die Neuauflage von Abducting the Unicorn unter dem Namen Abducted at Birth (dem ursprünglich gedachten Namen der Aufnahme).
2013 wurde Keith Harrison durch Dan Osborne an den Drums ersetzt, der von Bruce Soord als große Bereicherung beschrieben wird. Er ist auch Produzent des Albums Magnolia. Für das 2016 veröffentlichte Album Your Wilderness konnte die Band den ebenfalls britischen Schlagzeuger Gavin Harrison gewinnen. Mittlerweile ist Gavin Harrison festes Mitglied der Band. Zusammen mit Harrison produzierte die Band noch die Alben Dissolution und Versions of the Truth.

## Diskografie

### Studioalben
- 1999: Abducting the Unicorn (Cyclops)
- 2002: 137 (Cyclops)
- 2003: Variations on a Dream (Cyclops)
- 2004: 12 Stories Down (2CD, Cyclops)
- 2005: 10 Stories Down / 8 Days Later (2CD, Cyclops)
- 2006: Little Man (Cyclops)
- 2007: What We Have Sown (Cyclops)
- 2008: Tightly Unwound (Cyclops)
- 2010: Someone Here Is Missing (Kscope)
- 2012: All the Wars (Kscope)
- 2014: Magnolia (Kscope)
- 2016: Your Wilderness (Kscope)
- 2018: Dissolution (Kscope)
- 2020: Versions of the Truth (Kscope)
- 2022: Give it Back (Kscope)
- 2024: It Leads to This (Kscope)

### EPs
- 2005: 4 Stories Down (Cyclops)
- 2008: Shoot First (Kscope)
- 2009: The Dawn Raids Part 1 (Kscope)
- 2009: The Dawn Raids Part 2 (Kscope)
- 2010: Show a Little Love (Kscope)
- 2013: Build a World (Kscope)
- 2024: Last to Run (Kscope)

### Livealben
- 2003: Live 2003 (CD & DVD)
- 2003: Live 2003 (CD-R/DVD-R, limitiert auf 400 Exemplare)
- 2010: Someone Here Is Live (USB-Stick)
- 2013: Live at the 013 (USB-Stick)
- 2014: Live 2014 (Downloadalbum)
- 2017: Where We Stood Live (CD+DVD)
- 2019: Hold Our Fire
- 2021: Nothing But the Truth Black

### Kompilationen
- 2011: 3000 Days (Kscope)
- 2013: Introducing the Pineapple Thief (2CD, Recall)

### Weitere Veröffentlichungen
- 2000: Sherbert Gods (7’’, Obtuse)
- 2002: Variations on a Dream Early Mixes (CD-R, Promo, limitiert auf 10 Exemplare)
- 2006: September Sampler (CD-R, Promo, limitiert auf 50 Exemplare)
- 2006: 10 Stories Down / Little Man Previev (CD-R, Promo, limitiert auf 5 Exemplare)
- 2010: Nothing at Best (Download-Single)
- 2013: Visions Magazine Anniversary (Split-7’’ mit Steven Wilson, Beilage zum Visions-Magazin 250, limitiert auf 250 Exemplare)
- 2013: Build a World Tour (MP3-Single, Kscope)
- 2014: Simple as That (Promosingle, Kscope)
- 2017: Abducted at Birth (Kscope, Neuauflage von Abducting the Unicorn 1999)